# 달걀버섯
달걀버섯(학명: Amanita hemibapha)은 주름버섯목 광대버섯과에 속하는 식용 버섯이다.

## 특징
자실체는 초기에 백색이고 난형이나 성장하면 정단부위의 외피막이 파열되어 갓과 대가 나타난다. 갓 크기는 50-150mm로 초기에는 반구형-반반구형이나 성장후에는 편평하게 퍼지며 종종 중앙 부위가 볼록한 돌기로 된다. 표면은 적황색-등황색이고 주변에는 방사상의 선이 있다. 주름살은 떨어진 주름살이며 다소 빽빽하고 등황색을 띠고 , 주름살끝에는 내피막 잔유물인 노란 분질물이 보인다. 대는 크기가 100-170*6-20mm이고 , 원통형으로 다소 위쪽이 가늘고, 성숙하면 속이 비어 있다. 표면은 등황색-황색을 띠며 성장하면 표면이 갈라져 섬유상의 인편이 뱀껍질 모양을 이룬다. 상부에는 등황색의 턱받이가 있으며 기부에는 영구성인 두꺼운 백색의 막질 대주머니가 있다.

## 발생시기
여름에서 가을까지 혼합림 내 지상에 단생 또는 산생하는 외생균근균이다.

## 분포
한국(전국적), 동아시아. 구소련, 중국 세일론, 북미 등에 분포하고 있다.